# Hamza Mouali
Hamza Mouali (en arabe : حمزة موالي), est un footballeur algérien né le 16 janvier 1998 à El Mouradia dans la wilaya d'Alger. Il évolue au poste d'arrière gauche à la JS Kabylie.

## Biographie

### En club
Hamza Mouali joue à l'école de football du Paradou au poste de numéro dix quand il intègre l'Académie Jean-Marc Guillou, structure partenaire du club. Bon centreur et efficace dans le repli défensif, il est rapidement repositionné latéral gauche.
Il fait ses débuts en première division algérienne en 2017 avec son club formateur, tout juste promu dans l'élite. En 2019 le Paradou termine sur le podium de D1 algérienne et se qualifie pour une coupe d'Afrique pour la première fois de son histoire.
Lors de la saison 2019-20, Mouali participe avec son club à la Coupe de la confédération, seconde compétition de football africaine de clubs. Les Pacistes disputent la phase de poule mais ne se qualifient pas pour la phase finale.
En juillet 2020, la société d'analyse des performances sportives InStat le classe parmi les meilleurs joueurs des trois championnats d'Afrique du Nord (Tunisie, Maroc, Algérie), soulignant sa grande influence dans la création d'occasions et sa solidité défensive dans les un contre un.
Entre 2020 et 2021, selon la presse algérienne, il est suivi de près par l'Olympique lyonnais, l'AS Saint-Étienne, le FC Lorient et le Standard de Liège. Il est également suivi par des clubs algériens de premier rang tels que l'USM Alger, le CR Belouizdad ou la JS Kabylie, mais son président ne souhaite le céder qu'à un club étranger.
En août 2022, après cinq saisons pleines avec son club formateur, il signe au Stade lavallois, club de Ligue 2 BKT, pour un prêt de deux saisons. Pour sa première expérience en dehors de son pays natal, il y retrouve Zakaria Naidji, son coéquipier de 2017 à 2019 au Paradou, qui a joué un rôle important dans son arrivée. Ce choix d'enrôler deux joueurs se connaissant bien est délibéré de la part du président Lairy, qui souhaite s'assurer de leur bonne intégration. Titularisé à seulement deux reprises en championnat, il connaît des difficultés d'adaptation et est rappelé de son prêt par le Paradou au dernier jour du mercato hivernal,. Il signe alors pour trois ans et demi au MC Alger. Après la détection d'une arythmie cardiaque, la Fédération algérienne de football refuse de le qualifier, avant de donner son accord après que le joueur ait passé les tests nécessaires au centre d'Aspetar au Qatar.
En août 2025, il signe avec la JS Kabylie.

### En équipe nationale

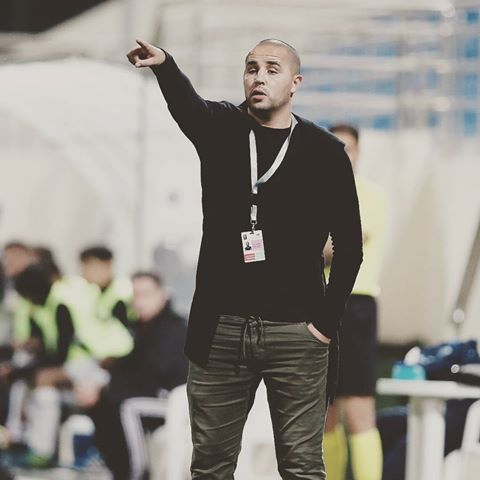
En 2021 Madjid Bougherra appelle Mouali en équipe d'Algérie A'.

En 2017, il participe avec l'équipe algérienne aux Jeux de la solidarité islamique organisés à Bakou. Mouali dispute deux matches lors de la compétition et l'Algérie obtient la médaille de bronze. 
Il participe avec l'équipe d'Algérie des moins de 23 ans à des matches amicaux de 2017 à 2019. Ludovic Batelli le convoque à plusieurs reprises dans l'équipe qui participe aux éliminatoires de la CAN U23 2019,,. Hamza Mouali reste sur le banc lors de ces quatre matches et l'Algérie ne se qualifie pas.
En juin 2021 il est sélectionné en équipe d'Algérie A' par Madjid Bougherra, pour un stage ponctué par une rencontre amicale à laquelle il ne participe pas, ayant été contrôlé positif au Covid-19. Appelé en renfort en octobre 2021, il fait ses débuts avec l'équipe d'Algérie A' lors d'un match amical face au Bénin.

## Style de jeu
Hamza Mouali est un latéral gauche moderne, doté de qualités physiques au-dessus de la moyenne, qui lui permettent de répéter les courses offensives et défensives pendant 90 minutes sans perdre de lucidité.
Selon Olivier Rousset, ancien directeur du centre de formation du Paradou, il dispose d'une grande capacité de projection vers l'avant et d'une « superbe qualité de passe et de frappe avec son pied gauche ». Il est considéré comme un spécialiste des coups francs : huit de ses douze buts en professionnel ont été inscrits sur coup franc direct.
Josep María Nogués, son premier entraîneur chez les professionnels, reconnaît également son talent dans la projection offensive et son gros volume de jeu, mais pointe néanmoins quelques carences tactiques : il a pu relever quelques imprécisions dans son jeu qui l'ont amené à commettre des erreurs majeures, et souligne son besoin de travailler l'aspect défensif s'il veut atteindre le haut niveau. Il affirme qu'il dispose d'une marge de progression qui lui permettra aisément de jouer en Europe, avec un profil davantage adapté à la Liga qu'à la Ligue 1.

## Statistiques

### En club
| Saison                | Club                   | Championnat           | Championnat | Championnat | Championnat | Coupe nationale | Coupe nationale | Coupe nationale | Coupe de la Ligue | Coupe de la Ligue | Coupe de la Ligue | Compétition(s) continentale(s) | Compétition(s) continentale(s) | Compétition(s) continentale(s) | Compétition(s) continentale(s) | Total | Total | Total |
| Saison                | Club                   | Division              | M.          | B.          | P.d.        | M.              | B.              | P.d.            | M.                | B.                | P.d.              | Comp.                          | M.                             | B.                             | P.d.                           | M.    | B.    | P.d.  |
| 2017-2018             | Paradou AC             | Ligue 1               | 24          | 0           | 0           | 2               | 0               | 0               | -                 | -                 | -                 | -                              | -                              | -                              | -                              | 26    | 0     | 0     |
| 2018-2019             | Paradou AC             | Ligue 1               | 25          | 1           | 4           | 5               | 0               | 2               | -                 | -                 | -                 | -                              | -                              | -                              | -                              | 30    | 1     | 6     |
| 2019-2020             | Paradou AC             | Ligue 1               | 19          | 1           | 3           | 3               | 2               | 1               | -                 | -                 | -                 | CAF2                           | 11                             | 1                              | 1                              | 33    | 4     | 5     |
| 2020-2021             | Paradou AC             | Ligue 1               | 33          | 5           | 2           | -               | -               | -               | 1                 | 0                 | 0                 | -                              | -                              | -                              | -                              | 34    | 5     | 2     |
| 2021-2022             | Paradou AC             | Ligue 1               | 24          | 2           | 2           | -               | -               | -               | -                 | -                 | -                 | -                              | -                              | -                              | -                              | 24    | 2     | 2     |
| Sous-total            | Sous-total             | Sous-total            | 125         | 9           | 11          | 10              | 2               | 3               | 1                 | 0                 | 0                 | -                              | 11                             | 1                              | 1                              | 147   | 12    | 15    |
| 2022-2023             | Stade lavallois (prêt) | Ligue 2               | 6           | 0           | 0           | 1               | 0               | 0               | -                 | -                 | -                 | -                              | -                              | -                              | -                              | 7     | 0     | 0     |
| 2022-2023             | MC Alger               | Ligue 1               | 6           | 0           | 0           | -               | -               | -               | -                 | -                 | -                 | -                              | -                              | -                              | -                              | 6     | 0     | 0     |
| 2023-2024             | MC Alger               | Ligue 1               | 27          | 0           | 2           | 5               | 0               | 1               | -                 | -                 | -                 | -                              | -                              | -                              | -                              | 32    | 0     | 3     |
| 2024-2025             | MC Alger               | Ligue 1               | 10          | 0           | 1           | 1               | 0               | 0               | -                 | -                 | -                 | CAF                            | 8                              | 0                              | 0                              | 19    | 0     | 1     |
| Sous-total            | Sous-total             | Sous-total            | 43          | 0           | 3           | 6               | 0               | 1               | -                 | -                 | -                 | -                              | 8                              | 0                              | 0                              | 57    | 0     | 4     |
| Total sur la carrière | Total sur la carrière  | Total sur la carrière | 174         | 9           | 14          | 17              | 2               | 4               | 1                 | 0                 | 0                 | -                              | 19                             | 1                              | 1                              | 211   | 12    | 19    |

## Palmarès

### Palmarès en club
| MC Alger (3) |
| --- |
| - Ligue 1 (2) : - Champion : 2024 et 2025 - Coupe d'Algérie : - Finaliste : 2024 - Supercoupe d'Algérie (1) : - Vainqueur : 2024 |